# Diageo
Diageo, «Диаджио» — британская компания, один из крупнейших в мире производителей алкогольных напитков. Штаб-квартира находится в Лондоне.
Компания образована в 1997 году путём слияния Grand Metropolitan и Guinness Brewery. Название компании разработано английским рекламным агентством Wolff Olins и происходит от лат. dia — «день» и греческого корня geo — «мир».

## История

### Guinness
Пивоварня Guinness была основана Артуром Гиннессом в 1759 году в Дублине. В первой половине XIX века компания распространила свою деятельность на Англию. В 1886 году Guinness стала публичной компанией, разместив свои акции на Лондонской фондовой бирже, вырученные 6 млн фунтов стерлингов были направлены на расширение производства пива и начало его экспорта. В 1936 году был открыт пивзавод компании в Лондоне. В 1955 году началась публикация «Книги рекордов Гиннесса». В 1960 году был разработан сорт пива Harp Lager. В 1960-х годах были открыты пивоварни в Нигерии, Малайзии, Камеруне, Гане и Ямайке. В 1970-х годах продажи пива начали падать, отчасти потому, что, в отличие от конкурентов, у Guinness не было своей сети пабов.
В 1980 году компанию возглавил Эрнест Сондерс (Ernest Saunders), первый генеральный директор, который не был потомком основателя. Под его руководством в середине 1980-х годов за 2,5 млрд фунтов стерлингов была поглощена Distillers Company, владевшая такими брендами спиртного, как Gordon’s, Tanqueray и Johnnie Walker. Эта сделка обернулась крупным скандалом, поскольку было установлено, что Сондерс для её осуществления применил сложную схему по повышению курса акций Guinness. В 1987 году Сондерс был отправлен в отставку, а в 1990 году осуждён на 2 года. Тем не менее, под новым руководством компания продолжила расширять направление спиртных напитков, в 1987 году была куплена американская компания Schenley Industries, производитель джина. Также в 1987 году было создано партнёрство с французской группой LVMH.

### Grand Metropolitan
Компания Grand Metropolitan (GrandMet) была основана в 1934 году Максвеллом Джозефом (Maxwell Joseph). Со временем она развилась в одну из крупнейших в Европе сетей отелей. В 1970-х годах GrandMet сменила направление деятельности, были куплены сети ресторанов и пабов, пивоварни и заводы спиртного, включая такие бренды, как Baileys Irish Cream, Croft, Gilbey’s, Justerini & Brooks, Piat. В конце 1980-х годов был продан последний отель. В 1987 году у RJR Nabisco была куплена компания Heublein, владевшая брендами Smirnoff, Arrow и Harvey’s Bristol Cream. Через 2 года за 3,2 млрд фунтов стерлингов была поглощена компания Pillsbury, среди её активов было хлебопекарское производство, популярный бренд мороженого и сеть Burger King, которой она владела с 1967 года. В 1995 году была куплена американская компания Pet, Inc. с её брендом продуктов мексиканской кухни Old El Paso.

### Diageo
Компания возникла в декабре 1997 года в результате слияния Grand Metropolitan и Guinness, крупнейшего слияния в истории Великобритании на то время (оно оценивалось в 23 млрд фунтов стерлингов). На момент создания у неё было 4 подразделения: United Distillers & Vintners (производство спиртных напитков и вина); Pillsbury, Green Giant и Old El Paso (хлебобулочные изделия и мороженое, овощи и блюда мексиканской кухни); Guinness (пиво); Burger King (сеть фаст-фуда).
В 2000 году было продано подразделение Pillsbury. В 2002 году Diageo продала сеть Burger King консорциуму из Bain Capital, Goldman Sachs Capital Partners и TPG Capital за $1,5 млрд. В 2001 году у Seagram было куплено подразделение спиртных напитков и вина, включая бренд Captain Morgan. В 2003 году была куплена 50-процентная доля в производителе текилы Don Julio, в 2015 году он был поглощён полностью. Следующими приобретениями стали компании Mey Icki (Турция, 2011 год), Ypióca (Бразилия, 2012 год), United Spirits (Индия, 2012 год) и доля в китайском производителе байцзю Sichuan Shuijingfang в 2013 году.
В 2015 году было продано большинство брендов пива и вина, к 2019 году Diageo полностью вышла из винодельческого бизнеса. В 2017 году был куплен американский бренд текилы Casamigos. В 2023 году был продан бренд шотландского виски Windsor.

## Деятельность

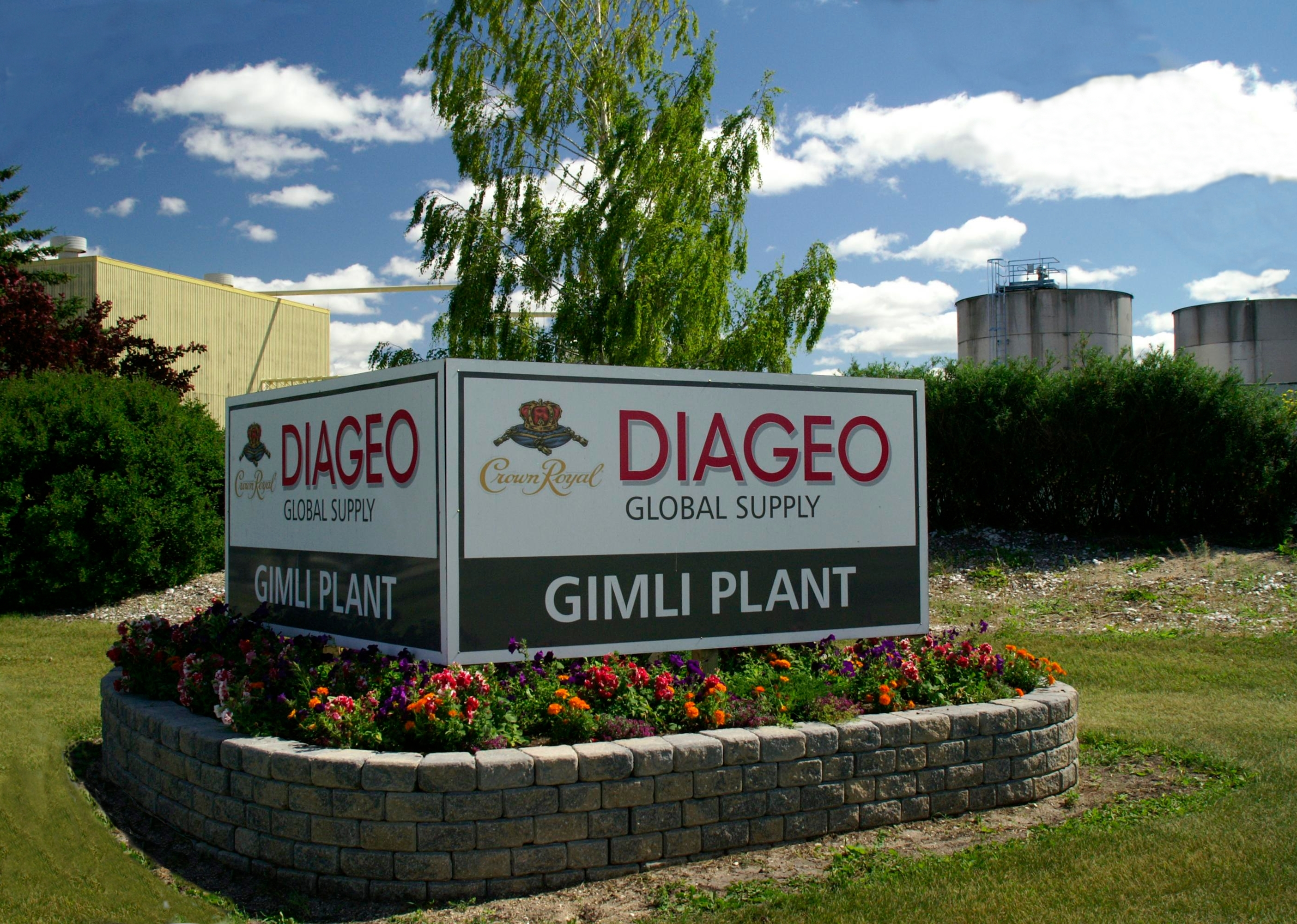
Завод Crown Royal в Гимли (Манитоба, Канада)

Основные торговые марки компании: виски Johnnie Walker, Justerini & Brooks, Buchanan's и Crown Royal, водка Smirnoff, Cîroc и Ketel One, ликёр Baileys, ром Captain Morgan, джин Gordon's и Tanqueray, текила Don Julio и Casamigos, пиво Guinness.
В 2023/24 финансовом году (закончился 30 июня 2024 года) было произведено 230,5 млн условных единиц продукции (у.е., 9-литровых ящиков спиртного или эквивалентный объём по содержанию спирта). Выручка составила 20,3 млрд долларов ($27,9 млрд без учёта акцизного сбора), её распределение по регионам: Северная Америка — 39 %, Европа — 24 %, Азиатско-Тихоокеанский регион — 19 %, Латинская Америка — 9 %, Африка — 9 %. Основными категориями продукции были шотландский виски (24 % продаж), пиво (16 %), текила (11 %), водка (9 %), канадский виски (6 %), ром (5 %), ликёр (5 %), джин (5 %), индийский виски (4 %), готовые коктейли (4 %), американский виски (2 %).
Производственные мощности компании имеются в Великобритании, Ирландии, Италии, Турции, США, Канаде, Бразилии, Мексике, Индии, Китае, Австралии, Нигерии, странах восточной и южной Африки. По объёму производства ведущим регионом является Азиатско-Тихоокеанский (74,9 млн у.е.), далее следуют Европа (51,3 млн у.е.), Северная Америка (50,1 млн у.е.), Африка (32,1 млн у.е.) и Латинская Америка (22,1 млн у.е.). В 2024 году в компании работало 30,4 тыс. человек, из них 10,5 тыс. в Европе, 8,8 тыс. в Азиатско-Тихоокеанском регионе, 4,4 тыс. в Африке, 3,5 тыс. в Латинской Америке и 3,1 тыс. в Северной Америке.

## Собственники и руководство
В число крупнейших держателей акций компании по состоянию на 2024 год входили Capital Research & Management Co. (5,34 %), Massachusetts Financial Services Co. (5,02 %), The Vanguard Group (3,59 %), BlackRock Investment Management (UK) Ltd. (3,26 %), Norges Bank Investment Management (2,60 %).
- Хавьер Ферран (Javier Ferrán, род. 18 августа 1956 года) — председатель совета директоров с 2017 года. Также председатель авиационного холдинга International Airlines Group.
- Дебра Крю (Debra Crew, род. 20 декабря 1970 года) — генеральный директор (CEO) с июня 2023 года, в компании с апреля 2019 года. Прежние места работы включают R. J. Reynolds Tobacco Company, PepsiCo, Kraft Foods, Nestlé и Mars, с 1994 по 1997 год была в военной разведке армии США[8].

## В России
Уполномоченным импортером брендов Diageo в России является АО «Д Дистрибьюшен», которое было создано в феврале 2006 года Diageo и инвесткомпанией «А1» (входит в «Альфа-Групп»). По условиям сделки Diageo стала владельцем 75 % акций будущей компании, а «А1» — 25 %. При этом Diageo заплатила «Альфе» за своё участие в совместном предприятии $50 млн. В результате Diageo получила возможность заниматься продажами в России водки «Смирновъ» (марка производилась на заводе «Алкон» в Великом Новгороде, затем на заводе «Ладога» в Санкт-Петербурге), правами на которую владела A1. При этом Diageo отказалась от продаж в России своей собственной водки Smirnoff. В итоге компания Diageo получила полный контроль над продажами своих алкогольных напитков в России и стала единоличным владельцем водочной марки «Смирновъ». В декабре 2008 года Diageo объявила о выкупе 25 % акций АО «Д Дистрибьюшен» у своего российского партнёра.
В начале марта 2022 года Diageo приостановила весь экспорт своих спиртных напитков в Россию в знак протеста против российского вторжения на Украину. 28 июня 2022 компания сообщила об уходе с российского рынка.

## Бренды
- Пиво: Guinness, Tusker, Smithwick's, Red Stripe, Harp Lager, Kilkenny, Kaliber (безалкогольное), Windhoek
- Шотландский виски: Johnnie Walker, Buchanan's, Cardhu, Justerini & Brooks (J&B), Bell’s, Black & White, White Horse, Logan, Caol Ila, Vat 69, Oban, Talisker, Lagavulin, Glen Ord, Glenkinchie, Dalwhinnie, Cragganmore, Singleton, Haig, Royal Lochnagar, Glen Elgin, Knockando, The Dimple Pinch
- Водка: Smirnoff, Cîroc, Silent Sam, Popov, Ketel One
- Джин: Gordon’s, Tanqueray, Booth’s, Nolet’s Gin
- Бренди: Gilbey’s
- Ром: Captain Morgan, Bundaberg, Pampero, Cacique, Myers', Zacapa
- Бурбон: Bulleit
- Канадский виски: Crown Royal, Seagram’s
- Ирландский виски: Rowson’s Reserve
- Американский виски: George Dickel
- Шнапс: Black Haus, Goldschläger, Rumple Minze
- Текила: Don Julio
- Байцзю: Shui Jing Fang
- Смешанные напитки: Jose Cuervo Authentic & Golden Margaritas, Archers, Pimm's, Jeremiah Weed, Smirnoff Cocktails
- Ликёр: Baileys, Sheridans, Yukon Jack, Godiva
- Вина: Sterling Vineyards, Beaulieu Vineyard, Chalone, Piat d’Or, Blossom Hill, Canoe Ridge Vineyard, Acacia, Moon Mountain, Dynamite, Provenance Vineyards, Hewitt Vineyard, Rosenblum and Navarro Correas.